# 資格の大原 愛媛校
資格の大原 愛媛校（しかくのおおはら えひめこう）は、学校法人大原学園と提携している学校法人河原学園が運営する、社会人を対象とした専門学校。

## 所在地
- 愛媛県松山市花園町3-19

## 沿革
- 1996年 - 大原簿記専門学校 松山校 開校。
- 1999年 - 愛媛大原簿記公務員専門学校に改称。
- 2011年 - 大原簿記公務員専門学校 愛媛校に改称。
- 2011年 - 8月、愛媛県松山市一番町1丁目1-3より愛媛県松山市花園町3-19へ移転。

## 主な資格取得
- 日商簿記検定 3級〜1級
- 公認会計士
- 税理士
- IFRS（国際財務報告基準）
- 社会保険労務士
- 行政書士
- 宅地建物取引士
- 中小企業診断士
- ファイナンシャル・プランニング技能検定 3級〜2級・AFP CFP
- ITパスポート
- 医療事務（医科）能力検定 3級〜1級

## 周辺
- 愛媛県美術館

- 愛媛県立図書館
- 松山市民会館
- NHK松山放送局
- 伊予鉄髙島屋

## アクセス
- 鉄道
  - 伊予鉄道南堀端駅から徒歩で約2分。
  - 伊予鉄道松山市駅から徒歩で約2〜3分。
- バス
  - 伊予鉄バス南堀端停留所から徒歩で約2分。